# Agabus bifarius
Agabus bifarius är en skalbaggsart som först beskrevs av Kirby 1837.  Agabus bifarius ingår i släktet Agabus och familjen dykare. Inga underarter finns listade i Catalogue of Life.